# Botanic
Pour les articles homonymes, voir Botanic (homonymie).
Botanic - Serres du Salève est une familiale créée en Haute-Savoie par des horticulteurs appartenant au Groupe Botanic et dont le siège social se situe au Parc d'affaires international d'Archamps. Ses magasins sont concentrés en Rhône-Alpes, Normandie, Bretagne, dans le Pas-de-Calais, en Alsace, dans le Grand Est ainsi qu'à Toulouse et Perpignan.
Depuis 2008, Botanic ne vend que des produits phytosanitaires et des plants potagers ou fruitiers labellisés Bio. 75 % des plantes, graines et bulbes seraient produits en France. L'enseigne s'est aussi diversifiée en ouvrant dans certains magasins du groupe en France de marchés dits « bio » ou encore intégrant un espace bien-être et santé, avec des soins destinés à l'hygiène de composition naturelle, des compléments alimentaires, etc. Maintenant, l'enseigne possède également un rayon animalerie dans certains magasins. 

## Histoire
En 1977, trois familles d'horticulteurs, Albert et Jacques Verdonnet, François Bouchet et Claude Blanchet, créent la société « Les Serres du Salève » pour exploiter à l’époque la première jardinerie d’Annemasse située sur le parking l’hypermarché Genty-Cathiard, renommé depuis Géant Casino. L'enseigne se nomme alors Jardinery. Jusqu’en 1995, elle se développe sur la Savoie et la région lyonnaise pour compter douze jardineries.
En 1992, la société intègre la franchise Jardiland, un autre regroupement de familles horticoles, pour développer son réseau de jardineries au niveau national. En 1995, à la suite de divergences internes, la société quitte Jardiland pour créer l’enseigne Botanic. Son directeur, Claude Blanchet, choisit de s'orienter autour du « jardinage écologique » et du développement durable avec ses premiers magasins en bois et en verre, et une communication sur papier recyclé.
En 1996, l'enseigne installe son siège social au Parc d'affaires international d'Archamps.
En 2002, Luc Blanchet succède à la direction après la mort de son père Claude Blanchet.
En 2005, Botanic compte 1 600 salariés permanents, avec quarante-quatre magasins en France et cinq en Italie.[réf. nécessaire]
En 2008, elle devient la première enseigne de jardinerie en France à n'utiliser comme produits phytosanitaires que des produits labellisés Bio.
En février 2017, Botanic acquiert Rapid Croq', un réseau de distribution d'alimentation et d'accessoires pour animaux de compagnie créé à Saint-Étienne en 2001, pour le fusionner avec le réseau Médor et Compagnie qu'il détient. Ce dernier avec cette acquisition aurait une cinquantaine de magasins pour un chiffre d'affaires de 30 millions d'euros.
En 2021, Botanic lance une filière de recyclage des jardinières et des pots horticoles en plastique en coopération avec Veolia. La matière première recyclée est réutilisée pour produire des pots vendus par l'enseigne. En mars 2021, elle obtient le statut de société à mission.
En septembre 2022, Botanic rachète le site de vente en ligne spécialisé dans l'aquariophilie Aqua-store.fr basé dans l'Ain à 15km de Lyon. La société mère Blue Coral sera rattachée au site logistique Auxine Logistic Botanic situé sur le parc industriel de la Plaine de l'Ain à Saint-Vulbas en mars 2023.